# Rohrdorf (am Inn)

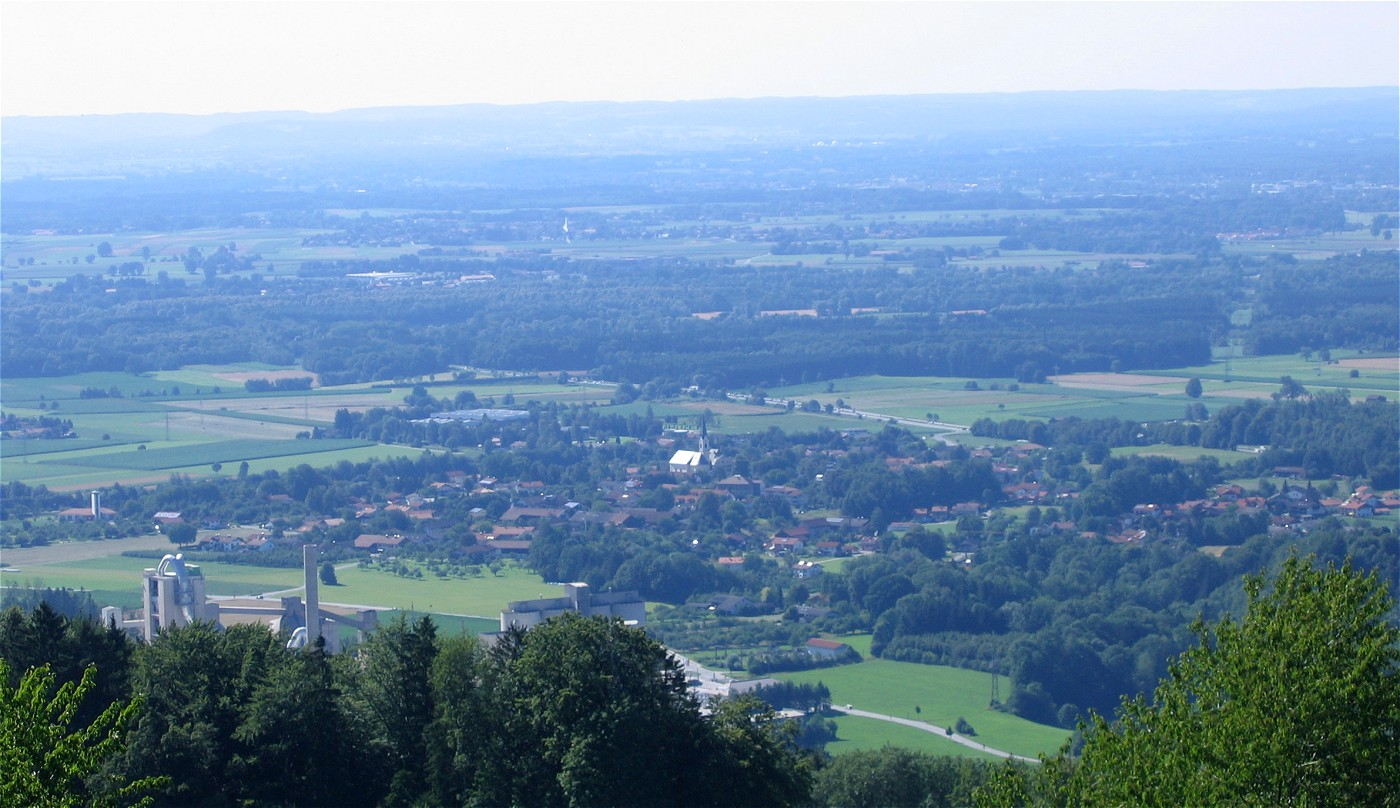
Blick auf Rohrdorf von der Aussichtskapelle am Obereck

Rohrdorf ist eine Gemeinde im Landkreis Rosenheim,
Regierungsbezirk Oberbayern.

## Geographie

### Lage
Die Gemeinde liegt östlich des Inns, südöstlich von Rosenheim und nordöstlich von Neubeuern.

### Gemeindegliederung
Es gibt 38 Gemeindeteile (in Klammern ist der Siedlungstyp angegeben):
- Achenmühle (Dorf)
- Aichen (Weiler)
- Buch (Weiler)
- Eichwiese (Einöde)
- Entbuch (Einöde)
- Esbaum (Einöde)
- Eßbaum (Weiler)
- Geiging (Dorf)
- Gmein (Dorf)
- Guggenbichl (Einöde)
- Haslach (Einöde)
- Heiglmühle (Weiler)
- Hetzenbichl (Dorf)
- Hofmühle (Einöde)
- Höhenmoos (Pfarrdorf)
- Holling (Weiler)
- Immelberg (Dorf)
- Lauterbach (Pfarrdorf)
- Leitner am Berg (Einöde)
- Loch (Einöde)
- Mitterweg (Weiler)
- Oberapfelkam (Weiler)
- Osterkam (Dorf)
- Ranhartstetten (Dorf)
- Rohrdorf (Pfarrdorf)
- Sachsenkam (Weiler)
- Schaurain (Dorf)
- Sinning (Weiler)
- Sonnenleiten (Einöde)
- Speckbach (Weiler)
- Taffenreuth (Einöde)
- Thalham (Weiler)
- Thalmann (Dorf)
- Thansau (Pfarrdorf)
- Unterapfelkam (Weiler)
- Unterimmelberg (Dorf)
- Wolfspoint (Weiler)
- Ziehen (Einöde)

### Nachbargemeinden
| Rosenheim | Stephanskirchen                             | Riedering |
| Raubling  | Kompassrose, die auf Nachbargemeinden zeigt | Frasdorf  |
| Neubeuern | Samerberg                                   |           |

### Natur
Folgendes Schutzgebiet berührt das Gemeindegebiet:
- Landschaftsschutzgebiet Inntal Süd (LSG-00595.01)

## Geschichte

### Frühe Geschichte
Archäologische Funde belegen eine Besiedelung der Region von Rohrdorf bereits in prähistorischer und frühgermanischer Zeit. In den Jahren 1922 und 1979 wurden in der Ortsflur Geiging kunstvoll geschmiedete Bronzeschwerter und -messer gefunden, die auf etwa 1200 v. Chr. datiert werden.

Ehemaliges Schloss Rohrdorf, im Zeitraum 1696–1701 entstandener Kupferstich von Michael Wening (1645–1718)

Erstmals urkundlich erwähnt wurde Rohrdorf 788 in der Notitia Arnonis, einer Aufstellung aller Güter und Besitzungen der Kirche Salzburg auf herzoglich-bayerischem Gebiet anlässlich der Eingliederung Bayerns in das Frankenreich Karls des Großen. Darin genannt sind auch die beiden heute eingemeindeten Dörfer Höhenmoos und Lauterbach, die seinerzeit ebenfalls bereits Kirchdörfer waren. Die damaligen Ortsbezeichnungen lauteten: Rordorf, Huinmos beziehungsweise Lutrinpah.
In einer 924 in Rordorf ausgefertigten Tauschurkunde wurde Rihina, der aus dem Geschlecht der Luitpoldinger stammenden vormaligen Gemahlin des amtierenden Salzburger Erzbischofs Odalbert – eines Abkömmlings aus der Sippe der Aribonen – ein Drittel der kirchlichen Einkünfte in Selihoba (Söllhuben) und Piecinga (Pietzing) zugesprochen, die dafür auf die Domäne Seeon und anderen Besitz verzichtet. Dieser von 72 Grafen, Edlen und Freien beglaubigte Vertrag wurde 927 wegen zu hoher Belastung der betroffenen Kirchen annulliert. Für den umfangreichen Gütertausch in dieser Zeit dürfte einerseits die vorangegangenen Zerstörungen im Chiemgau durch Ungarneinfälle verantwortlich gewesen sein, andererseits aber auch der Wunsch Rihinas, ihre engere Verwandtschaft geographisch möglichst nahe um sich zu scharen.

### Eingemeindungen
Im Zuge der Gebietsreform in Bayern wurde am 1. Januar 1972 die Gemeinde Lauterbach eingegliedert. Am 1. Mai 1978 folgte die Gemeinde Höhenmoos, auf deren Gemarkung auch der Gemeindeteil Achenmühle liegt.

### Einwohnerentwicklung
| Jahr | Einwohner | Anmerkungen                                                                 |
| ---- | --------- | --------------------------------------------------------------------------- |
| 1817 | 0301      | in 46 Häusern, gezählt am Jahresende im Dekanat Söllhuben                   |
| 1824 | 0270      | 60 Familien, 47 Häuser, gezählt im Verwaltungsjahr 1823/24 des Isarkreises  |
| 1840 | 0594      | nach anderen Angaben 300 Einwohner in 47 Häusern                            |
| 1861 | 0559      | [ 16 ]                                                                      |
| 1871 | 0637      | am 1. Dezember 1871, in 123 Wohngebäuden, 634 Katholiken, drei Protestanten |
| 1880 | 0637      | in 107 Gebäuden                                                             |
| 1900 | 0669      | [ 16 ] [ 17 ]                                                               |
| 1910 | 0692      | am 1. Dezember                                                              |
| 1911 | 0675      | in 109 Gebäuden                                                             |
| 1928 | 0947      | [ 20 ]                                                                      |
| 1933 | 1061      | [ 23 ]                                                                      |
| 1939 | 1252      | [ 23 ]                                                                      |
| 1950 | 1912      | [ 16 ] [ 17 ]                                                               |
| 1961 | 2219      | [ 17 ]                                                                      |
| 1970 | 2527      | [ 17 ]                                                                      |
| 1980 | 4084      | nach der Eingemeindung von Lauterbach 1972 und Höhenmoos 1978               |
| 1988 | 4444      | [ 17 ]                                                                      |
| 1995 | 5002      | [ 17 ]                                                                      |
| 2018 | 5826      | gegenüber 1988 ein Zuwachs um 31,1 %                                        |

### Ortsansichten

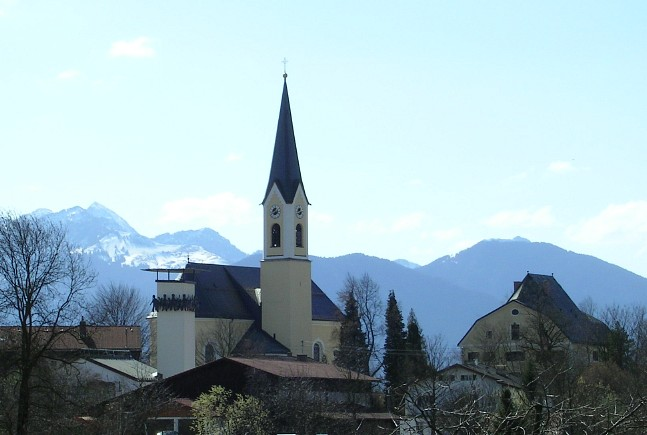
Dorfkirche im Ortszentrum von Rohrdorf (St. Jakobus)
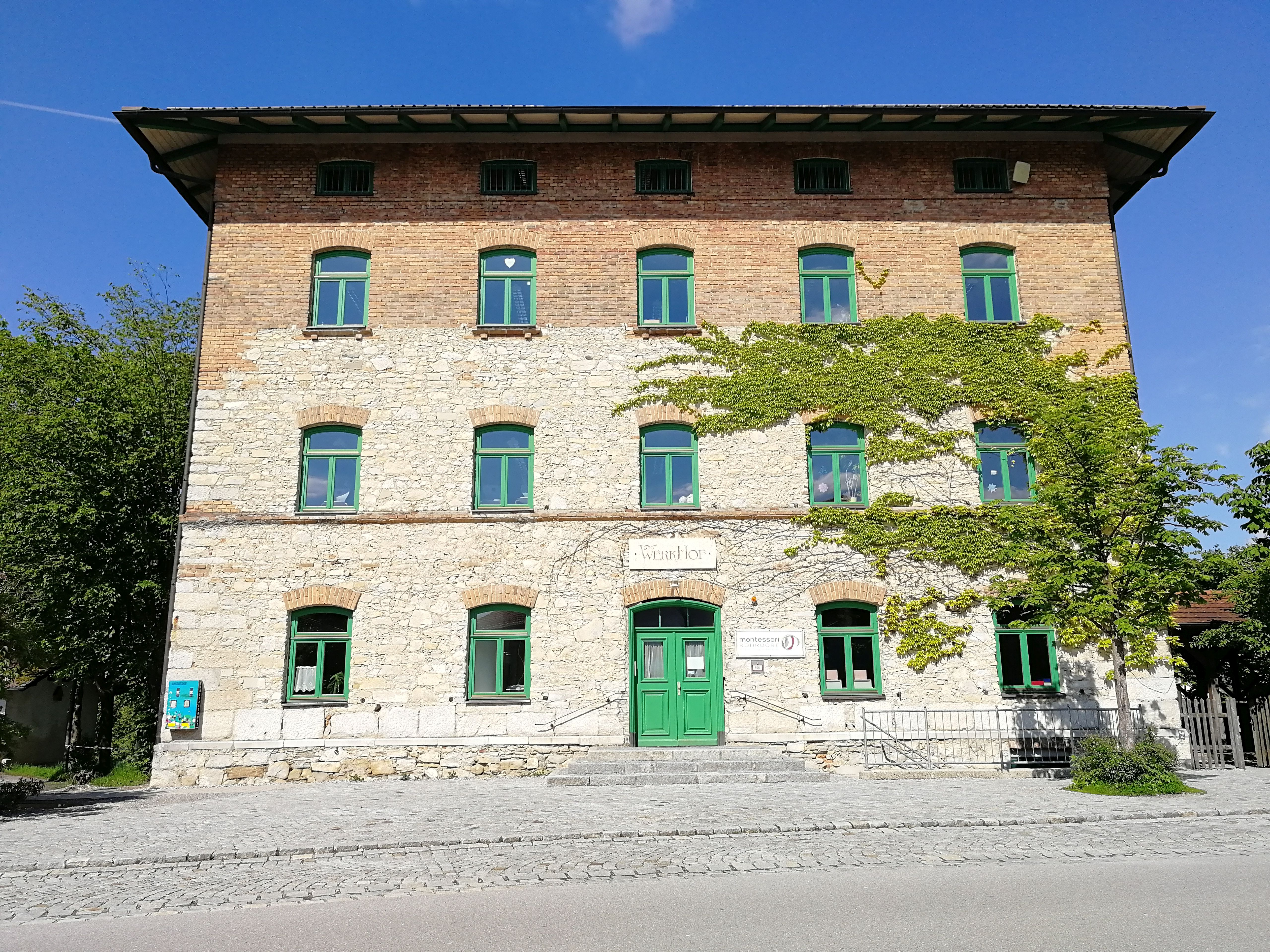
Montessori-Schule in Rohrdorf
Dorfkirche von Höhenmoos
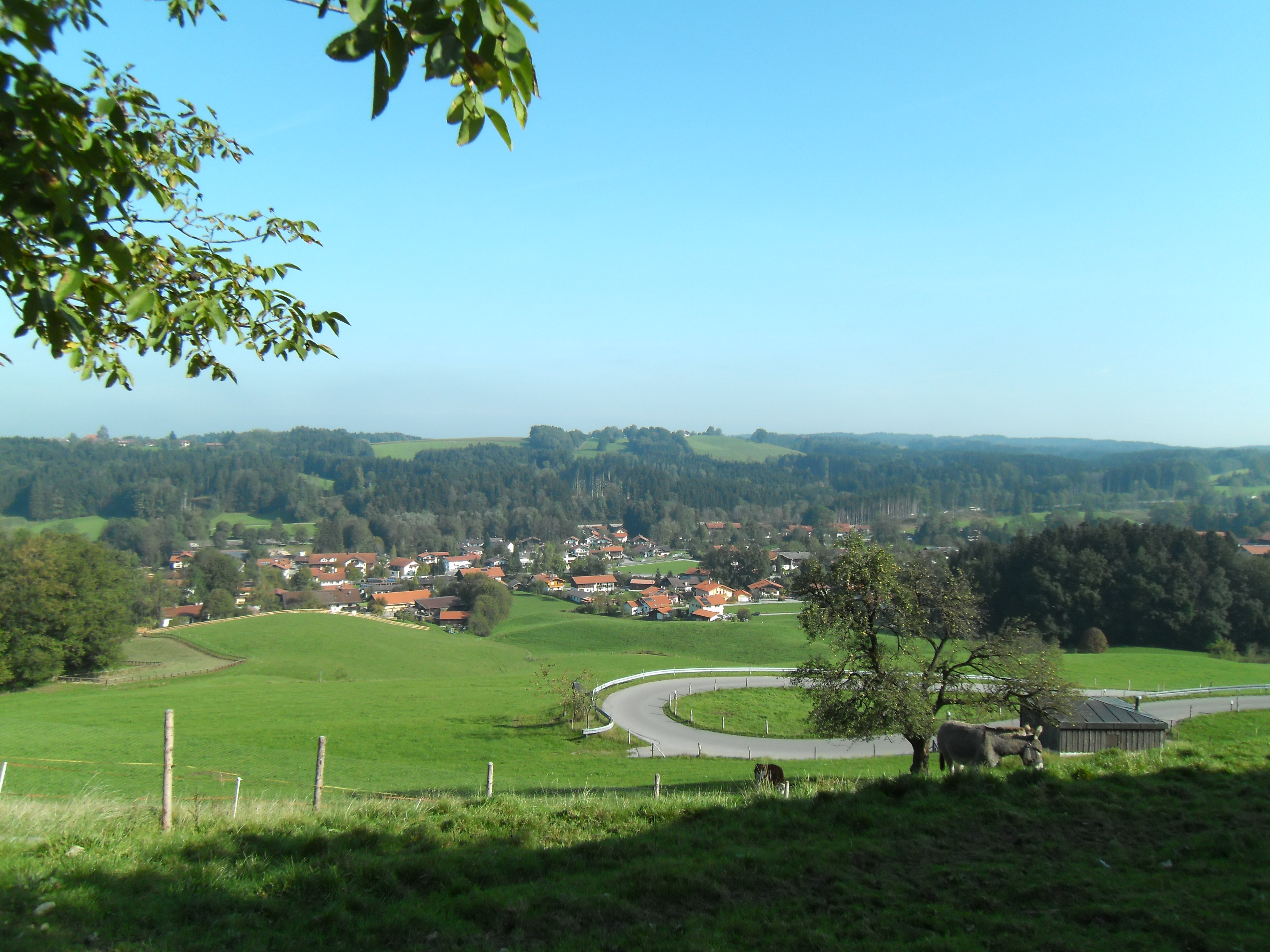
Achenmühle, vom Osthang des Samerbergs aus gesehen
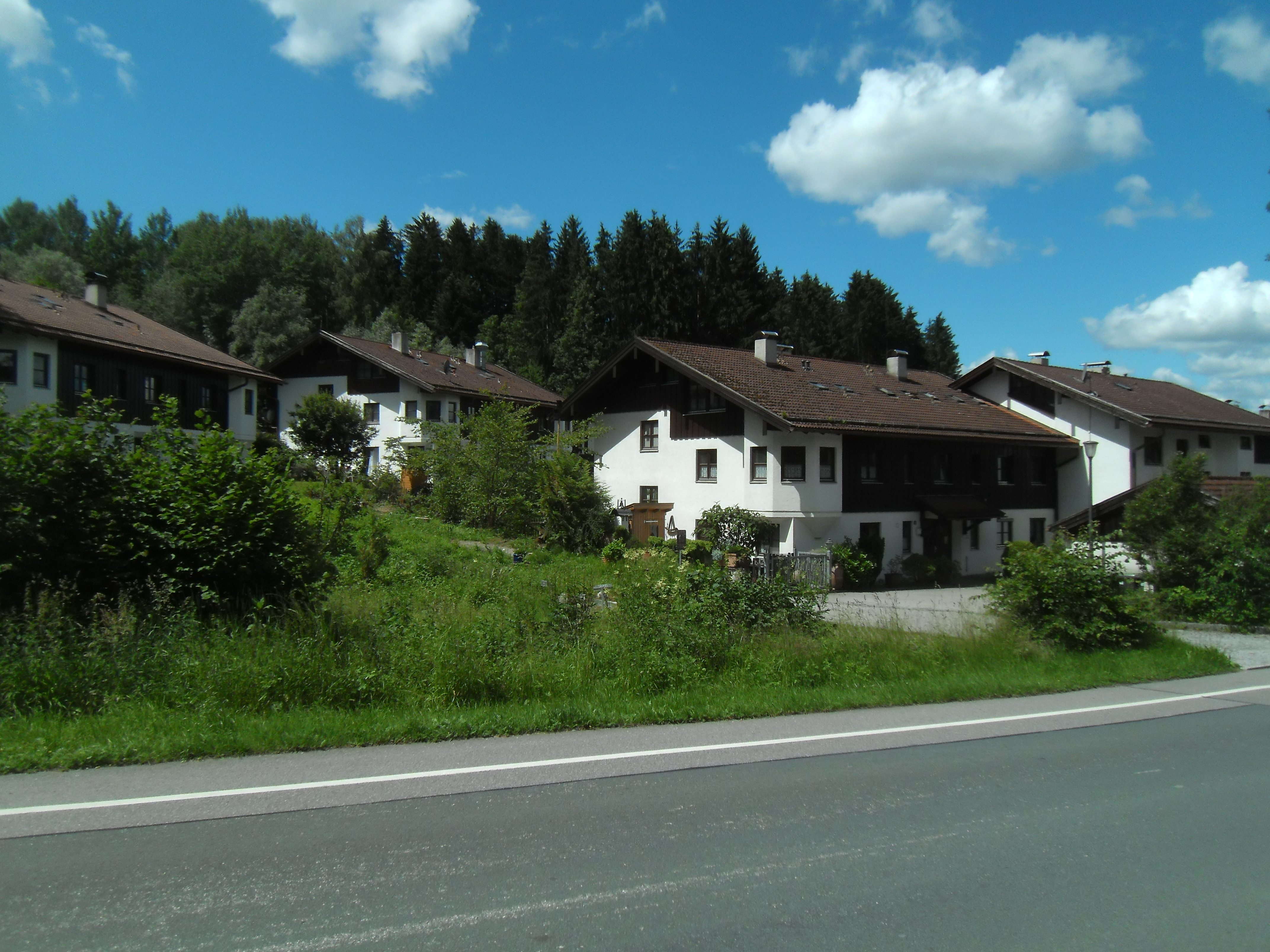
Achenmühle, Wohnanlage Speckbacher Leiten (1983), aus östlicher Richtung von der Törwanger Straße aus gesehen
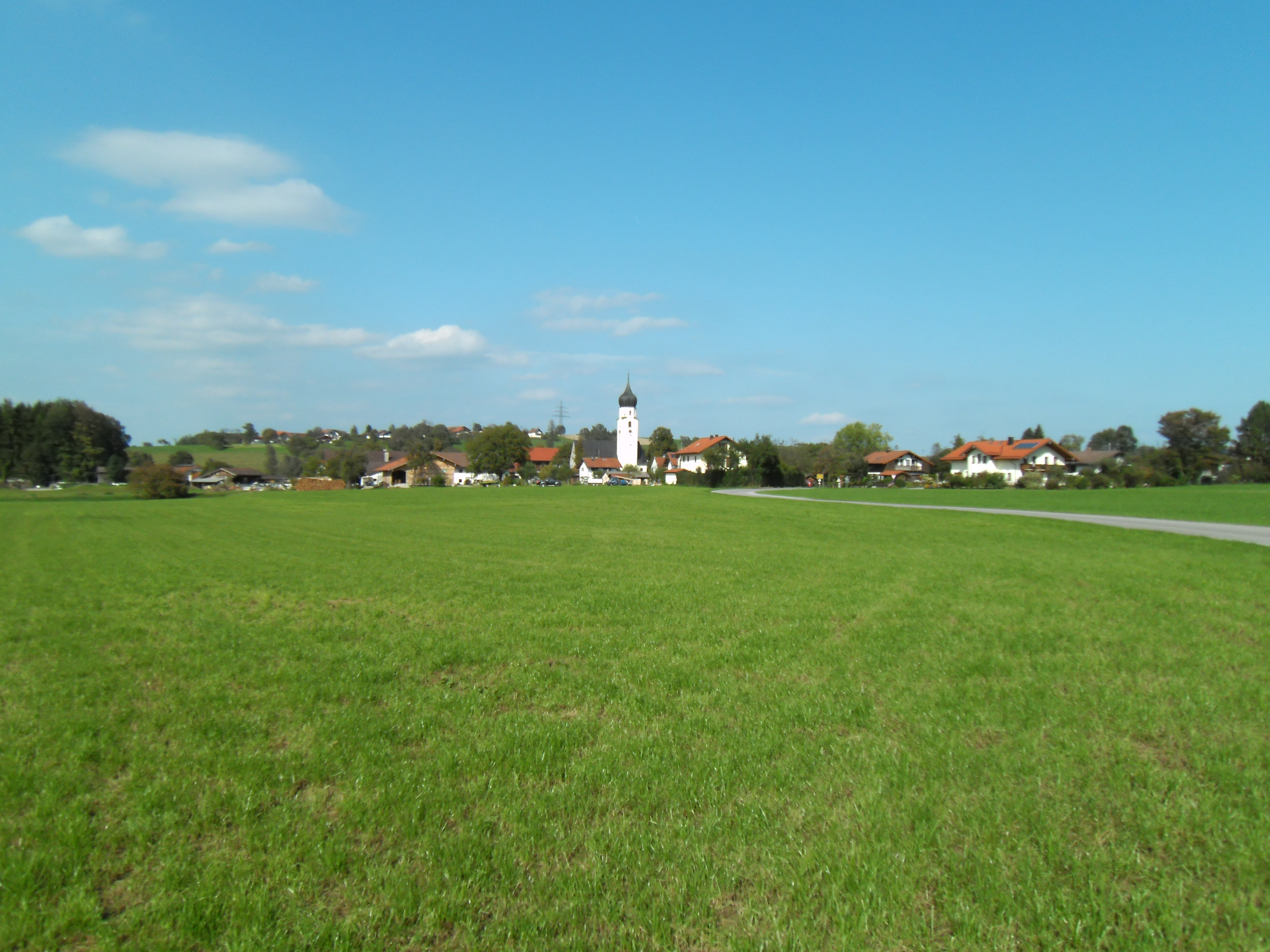
Lauterbach, aus südlicher Richtung gesehen
Holling, bei Achenmühle, von der Sackgasse nach Ranhartstetten aus gesehen (aus südöstlicher Richtung)
Holling, von einem aus Richtung Ranhartstetten kommenden Waldweg aus gesehen
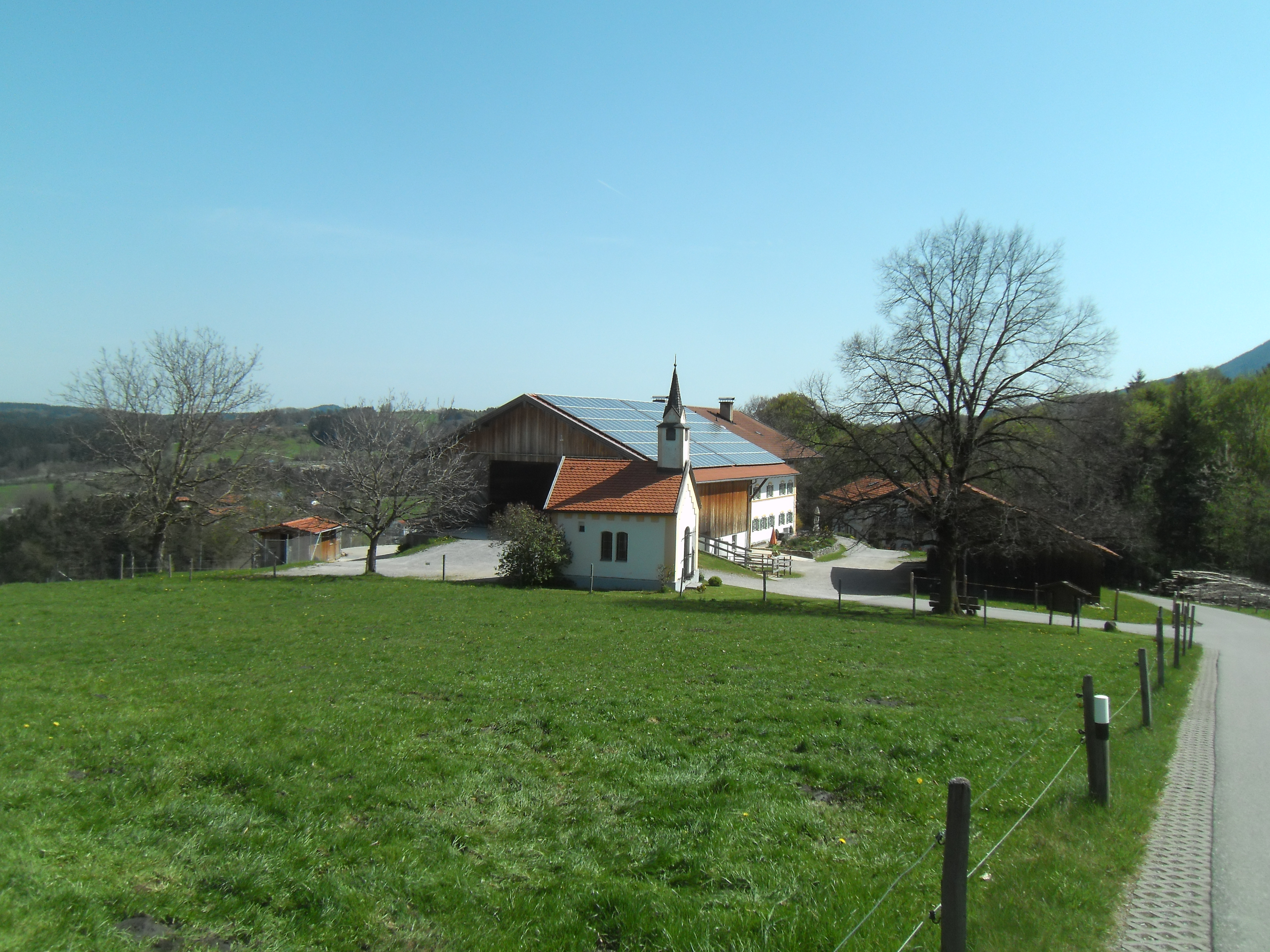
Taffenreuth, Einödhof bei Achenmühle, aus südwestlicher Richtung gesehen
Schaurain bei Höhenmoos, Ortsrand aus südöstlicher Richtung gesehen

## Politik

### Gemeinderat
Der Gemeinderat hat 20 Mitglieder. Die Sitzverteilung ist wie folgt:
|      | CSU | SPD | Bürgerblock Rohrdorf | Freier Wählerblock Höhenmoos-Achenmühle | Freie Wählergemeinschaft Rohrdorf | Gesamt   |
| ---- | --- | --- | -------------------- | --------------------------------------- | --------------------------------- | -------- |
| 2002 | 7   | 3   | 5                    | 3                                       | 2                                 | 20 Sitze |
| 2008 | 8   | 2   | 6                    | 3                                       | 1                                 | 20 Sitze |
| 2014 | 8   | 2   | 5                    | 3                                       | 2                                 | 20 Sitze |
| 2020 | 7   | 2   | 7                    | 3                                       | 1                                 | 20 Sitze |

(Stand: Kommunalwahl im März 2020)
Bei der Kommunalwahl am 15. März 2020 wurde Simon Hausstetter (Bürgerblock Rohrdorf) mit 51,39 % der Stimmen zum Ersten Bürgermeister gewählt. Er löste Christian Praxl (CSU) ab, der seit 2008 zwei Perioden lang amtiert hatte.

### Partnergemeinden
Rohrdorf unterhält Partnerschaften mit drei europäischen Gemeinden:
- Rosate (Lombardei), seit 2000
- Schattendorf (Burgenland), seit 2003
- Tarnowo Podgórne (Woiwodschaft Großpolen), seit 2004

## Wappen
| Wappen Gde. Rohrdorf | Blasonierung: „Unter silbernem Schildhaupt, darin zwei schräg gekreuzte grüne Rohrstängel mit schwarzen Kolben, gespalten; vorne in Rot eine silberne Raute; hinten geteilt von Blau und Silber, belegt mit einem Kriegsbeil in verwechselten Farben.“ |
| Wappen Gde. Rohrdorf | Wappenbegründung: Der Name der Gemeinde lautet offiziell nur Rohrdorf. Das Rohr ist redend und spielt auf die Wiesen rund um das Dorf an. Die Raute erinnert an das Geschlecht von Rohrdorf, Kommissare der Grafen von Falkenstein und seit dem 14. Jahrhundert in Urkunden des Klosters Rott erwähnt. Das Beil stammt aus dem Familienwappen der Pschachel, den Erben der Familie Rohrdorf. Beide Geschlechter besaßen bis ins 16. Jahrhundert die Güter Unterrohrdorf und Oberrohrdorf. Das Gemeindewappen wurde am 10. August 1959 vom Bayerischen Innenministerium genehmigt. |

## Wirtschaft und Infrastruktur
Rohrdorf zeichnet sich durch eine solide wirtschaftliche Lage aus, die durch umsichtige Ansiedlung von Gewerbe erzielt wurde. Rohrdorf zählt dadurch zu den leistungsfähigsten Gemeinden in Bayern.
Im Jahr 2022 erzielte Rohrdorf Einnahmen aus der Gewerbesteuer in Höhe von 9,6 Millionen Euro. Mit einem Gewerbesteuerhebesatz von 300 % zählt die Gemeinde zu den steuerlich attraktivsten Standorten Deutschlands. Rohrdorf ist etwa steuerlich deutlich günstiger als die Landeshauptstadt München (Gewerbesteuerhebesatz 490 %).
Größte Arbeitgeber sind das Südbayerische Portland-Zementwerk Gebr. Wiesböck & Co. GmbH und die Firma mefro Metallwarenfabrik Fischbacher GmbH; im Ortsteil Thansau befinden sich die Firma Planatol, Hersteller von Klebstoffen, die Druckerei Schattdecor (Dekorbeschichtungen), die Alkor Folien GmbH (Produzent von Kunststofffolien) und die Firma Sengewald, Produzent von Krankenhausbedarf. Die Firma Wega Fashion, Hersteller von Damenoberbekleidung, hat ihren Hauptsitz in Thansau.

### Verkehr
Die Gemeinde ist in den Gemeindeteilen Rohrdorf und Achenmühle an die Bundesautobahn 8 angeschlossen. Über Landstraßen bestehen direkte Verbindungen nach Rosenheim, Samerberg und Altenbeuern. Rohrdorf hat Haltestellen der DB-Omnibuslinie 9493 Roßholzen – Törwang – Grainbach – Achenmühle – Höhenmoos – Lauterbach – Rosenheim, DB-Omnibuslinie 9494 Prien am Chiemsee – Frasdorf – Rohrdorf – Thansau – Rosenheim, DB-Omnibuslinie 9573 Raubling – Brannenburg –Roßholzen – Törwang – Grainbach – Achenmühle und der DB-Omnibuslinie 9574 Brannenburg – Raubling – Rohrdorf – Höhenmoos. Der Bahnhof Rohrdorf (Oberbay), der früher eine reguläre Bahnstation war und an der historischen Bahnstrecke Landl (Oberbay) Abzw–Frasdorf liegt, dient heute fast ausschließlich dem Güterverkehr. Personentransport findet hier nur zu besonderen Anlässen statt, namentlich während des Rosenheimer Herbstfestes. Im September 2019 wurde bekannt, dass sich die Gemeinde Rohrdorf ab Frühjahr 2020 dem Anrufsammeltaxi der Stadtwerke Rosenheim anschließt. Bedingt durch die Corona-Pandemie wurde der Service erst zum 1. August 2020 ins Leben gerufen.

### Radwege
Die östliche Variante des Inn-Radwegs, der hier auf dem Inndamm verläuft, führt von Süden nach Norden durch das Gemeindegebiet; von West nach Ost durchquert es der Bodensee-Königssee-Radweg. Der Radweg Radeln rund um Rosenheim verbindet auf verschiedenen Rundwegen Sehenswürdigkeiten im Rosenheimer Umland. Er führt durch Lauterbach, Geiging und Rohrdorf nach Alten- und Neubeuern und auf dem Inndamm zurück nach Rosenheim.

## Sehenswürdigkeiten
Attraktionen in Rohrdorf sind die Pfarrkirchen und das Achentaler Heimathaus.

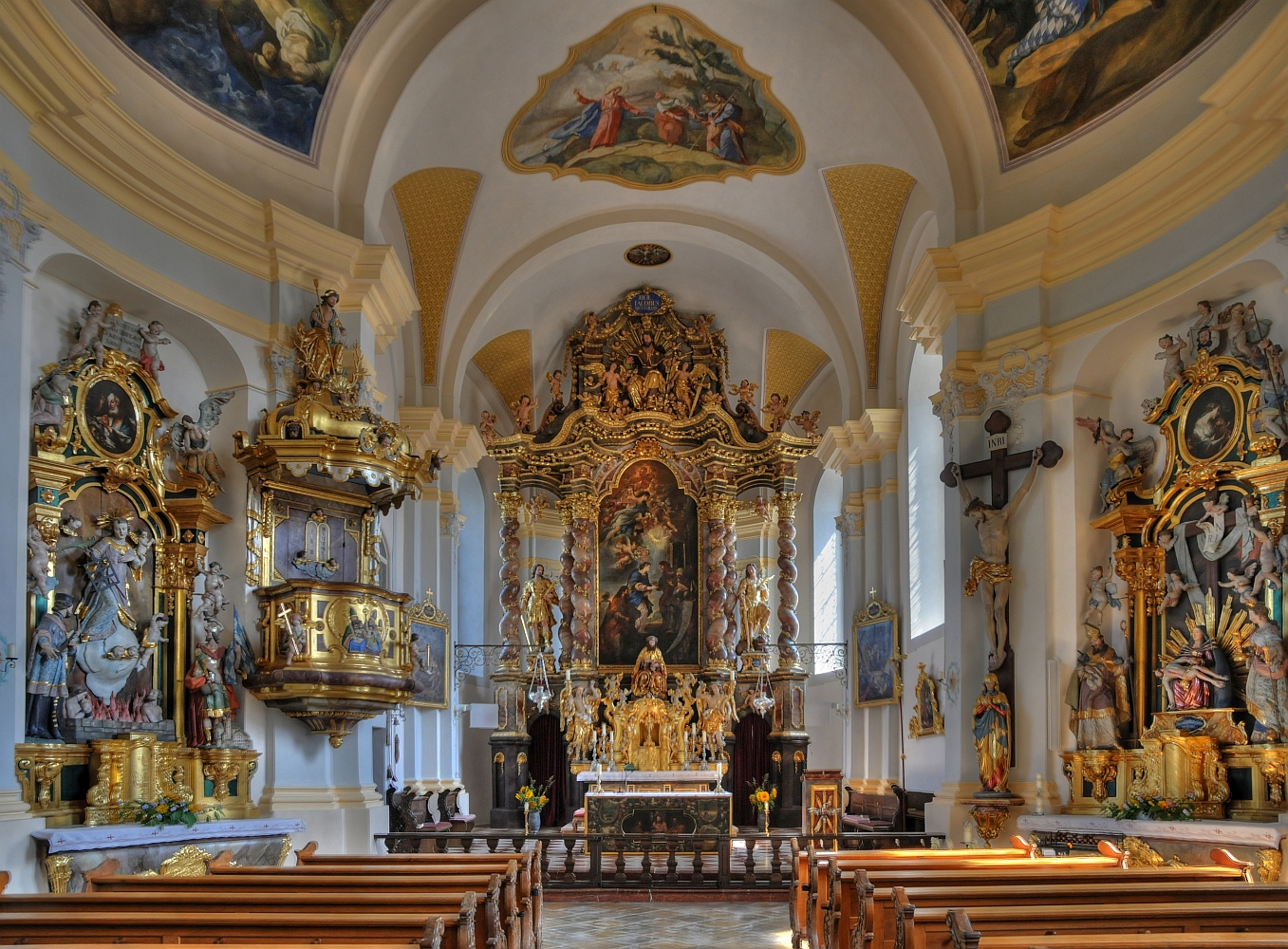
Innenansicht der Dorfkirche von Rohrdorf

## Persönlichkeiten

### Söhne und Töchter des Orts
- Wolfgang Summerer (1709–1777), ab 1739 Stiftsdekan in Mühldorf am Inn

### Mit dem Ort verbundene Personen
- Leonhard Matthäus Gießl (1707–1785), Baumeister, Architekt der Rohrdorfer Pfarrkirche
- Josef Dürnegger (1869–1952), Heimatforscher und Geistlicher, als Kaplan in der Pfarrei Rohrdorf
- Alexander Freiherr von Wangenheim (1872–1959), deutscher Politiker, verstorben im Ortsteil Achenmühle
- Paula Roesler (1875–1941), Lyrikerin und Künstlerin der Künstlergruppe Die Welle, lebte und arbeitete von 1915 bis 1932 in Wolfspoint
- Friedrich Schmidt (1902–1973), Politiker (NSDAP), Gutseigentümer in Thansau
- Konrad Breitrainer (* 1933), Politiker, lebt in Rohrdorf
- Günther Maria Halmer (* 1943), Schauspieler, lebt in Höhenmoos
- Gottfried Brem (* 1953), deutscher Veterinärmediziner, Landwirtssohn aus dem Ortsteil Lauterbach